# Paul Duncan
Paul Duncan, född 1964, är en brittisk  journalist och författare.
Paul Duncan var 1995 medgrundare till brittiska tidskriften Crime Time och har varit redaktör för The Third Degree: Crime Writers In Conversation. 
Paul Duncan och Bengt Wanselius fick 2009 Augustpriset för boken Regi Bergman.